# A Martinez
A Martinez, właściwie Adolfo Larrue Martínez III (ur. 27 września 1948 w Glendale) – amerykański aktor, scenarzysta, reżyser i producent filmowy pochodzenia meksykańskiego. Na najwcześniejszych etapach swojej kariery grał wielu Indian.

## Życiorys

### Wczesne lata
Urodził się w Glendale w stanie Kalifornia jako syn Adolfa Larrue Martíneza II. Jego ojciec miał pochodzenie meksykańskie (hiszpańskie, ludów tubylczych), a jego matka miała korzenie angielskie. Uczęszczał do Sunland Elementary School i Mt. Gleason Junior High School w Sundland/Tujunga, w okolicy Los Angeles. Grał w softball w drużynie młodzieżowej Kiwanis na pozycji miotacza i występował w wielu szkolnych produkcjach muzycznych. W wieku 12 lat jako piosenkarz zwyciężył w konkursie talentów na Hollywood Bowl. 
Naukę kontynuował w Verdugo Hills High School w Tujunga. W szkole średniej grał w zespole rockowym. Przez pięć sezonów grał w półprofesjonalnej drużynie baseballowej. Studiował na wydziale aktorskim na UCLA.

### Kariera
W wieku 20 lat wystąpił jako Johnny w dramacie The Young Animals (1968) z Patty McCormack. Wkrótce trafił na szklany ekran w wielu serialach, w tym Ironside (1969), Bonanza (1970), Hawaii Five-O (1973), Kung Fu (1974) i Ulice San Francisco (1975). Jego pierwszą większą rolą była postać Cimarrona w westernie Kowboje (The Cowboys, 1972) u boku Johna Wayne’a, Colleen Dewhurst i Bruce’a Derna, a potem w telewizyjnym spin-off serialu Warner Bros. (1973). W odcinku piątego sezonu serialu Columbo (1976) – pt. „A Matter of Honor” zagrał początkującego torreadora. 
W 1978 wystąpił na scenie w sztuce Zoot Suit.
Telewizyjna kreacja policjanta Cruza Castillo, niegdysiejszego narzeczonego cierpiącej Eden Capwell (Marcy Walker), w operze mydlanej NBC Santa Barbara (1984–1992), przyniosła mu w 1990 nagrodę Daytime Emmy i w latach 1988, 1990–91 trzykrotnie Soap Opera Digest Award. W 1995 skomponował piosenki i wydał album CD zatytułowany Fragrance & Thorn (Magic House Records).
Za rolę Roya DiLucca w operze mydlanej ABC Szpital miejski (General Hospital, 1999–2002) zdobył trzy razy w latach 2000−2002 nagrodę ALMA Award. W 2015 przyjął rolę Eduardo Hernandeza w operze mydlanej NBC Dni naszego życia (Days of our Lives). W czwartym sezonie serialu Netflix Longmire (2012-2017) pojawił się jak Jacob Nighthorse. Pod koniec 2014 trafił na scenę Odyssey Theatre w zachodnim Los Angeles w tytułowj roli w spektaklu Otello.

## Życie prywatne
W 1981 zawarł związek małżeński z aktorką Mare Winningham. 29 stycznia 1982 rozwiedli się. 17 lipca 1982 poślubił Leslie Bryans, z którą ma troje dzieci: dwie córki – Devon Makenę i Ren Farren oraz syna Dakotę Lee.

## Filmografia

### Filmy fabularne
- 1972: Kowboje (The Cowboys) jako kowboj Cimarron
- 1983: Konsul honorowy (The Honorary Consul) jako Aquino
- 1989: Diablica (She-Devil) jako Garcia
- 1992: Zachowania mordercy (Criminal Behavior, TV) jako Pike Grenada
- 1995: Tajemnica jednej nocy (One Night Stand) jako Jack Gilman
- 1996: Skradziona tożsamość (Sweet Dreams, TV) jako Doug Harrison
- 2000: Rodzina to grunt (What's Cooking?) jako Daniel 'Danny'
- 2005: Był sobie ślub (Once Upon a Wedding) jako komendant
- 2006: Kanion osamotnienia (esolation Canyon, TV) jako Arturo Zetta
- 2007: Pięść wojownika (Lesser of Three Evils) jako Anthony
- 2008: Zaginiona córeczka (Little Girl Lost: The Delimar Vera Story, TV) jako Angel Cruz
- 2011: Megapyton kontra gatoroid (Mega Python vs. Gatoroid, TV) jako dr Diego Ortiz
- 2013: Klątwa laleczki Chucky (Curse of Chucky) jako ks. Frank

### Seriale TV
- 1969: Ironside jako Bernie / Manolo Rodriguez
- 1969: Mission: Impossible jako młody mężczyzna
- 1970: Bonanza jako Luís
- 1974: Kowboje (The Cowboys) jako kowboj Cimarron
- 1972: Ulice San Francisco (The Streets of San Francisco) jako Rafael Diaz
- 1973: Hawaii Five-O jako Pepe Olivares
- 1974: Kung Fu jako Slade
- 1974: Kowboje jako kowboj Cimarron
- 1975: Ulice San Francisco (The Streets of San Francisco) jako oficer Jimmy Vega
- 1975: Kung Fu jako Tigre Cantrell
- 1976: Barnaby Jones jako Carlos Rojas
- 1976: Columbo jako Curro Rangel
- 1976: Ulice San Francisco (The Streets of San Francisco) jako Rudy Costa
- 1977: Barnaby Jones jako Tomás Aguilar
- 1977: Sierżant Anderson (Police Woman) jako Dimi
- 1979: Incredible Hulk jako Rick
- 1979: Barnaby Jones jako Tony Sierra
- 1982: Falcon Crest jako Julio Delgado
- 1984: Remington Steele jako Guy Nickerson
- 1984-1992: Santa Barbara jako Cruz Castillo
- 1990-1994: Prawnicy z Miasta Aniołów jako Daniel Morales
- 1996: Dotyk anioła jako Jon Mateos
- 1996–1997: Portret zabójcy (Profiler) jako agent Nick 'Coop' Cooper
- 1999–2002: Port Charles jako Roy Dilucca
- 2002: Szpital miejski (General Hospital) jako Roy DiLucca
- 2005: CSI: Kryminalne zagadki Las Vegas jako Assemblyman Danilo Zamesca
- 2005: JAG – Wojskowe Biuro Śledcze (JAG) jako Aurelio Pudero
- 2007: CSI: Kryminalne zagadki Las Vegas jako Assemblyman Danilo Zamesca
- 2008–2009: Tylko jedno życie (One Life to Live) jako Ray Montez
- 2009: Zabójcze umysły jako Bunting
- 2010: Miami Medical jako Garrett
- 2010: Castle jako Cesar Calderon
- 2011–2012: Moda na sukces (The Bold and the Beautiful) jako dr Ramon Montgomery
- 2012-2017: Longmire jako Jacob Nighthorse
- 2015: Agenci NCIS jako Tomas Orlando
- 2015-2017: Dni naszego życia (Days of our Lives) jako Eduardo Hernandez
- 2018: Queen of the South jako szeryf Mayo